# Montagne de Reims
Pour la zone vinicole, voir Montagne de Reims (vignoble).

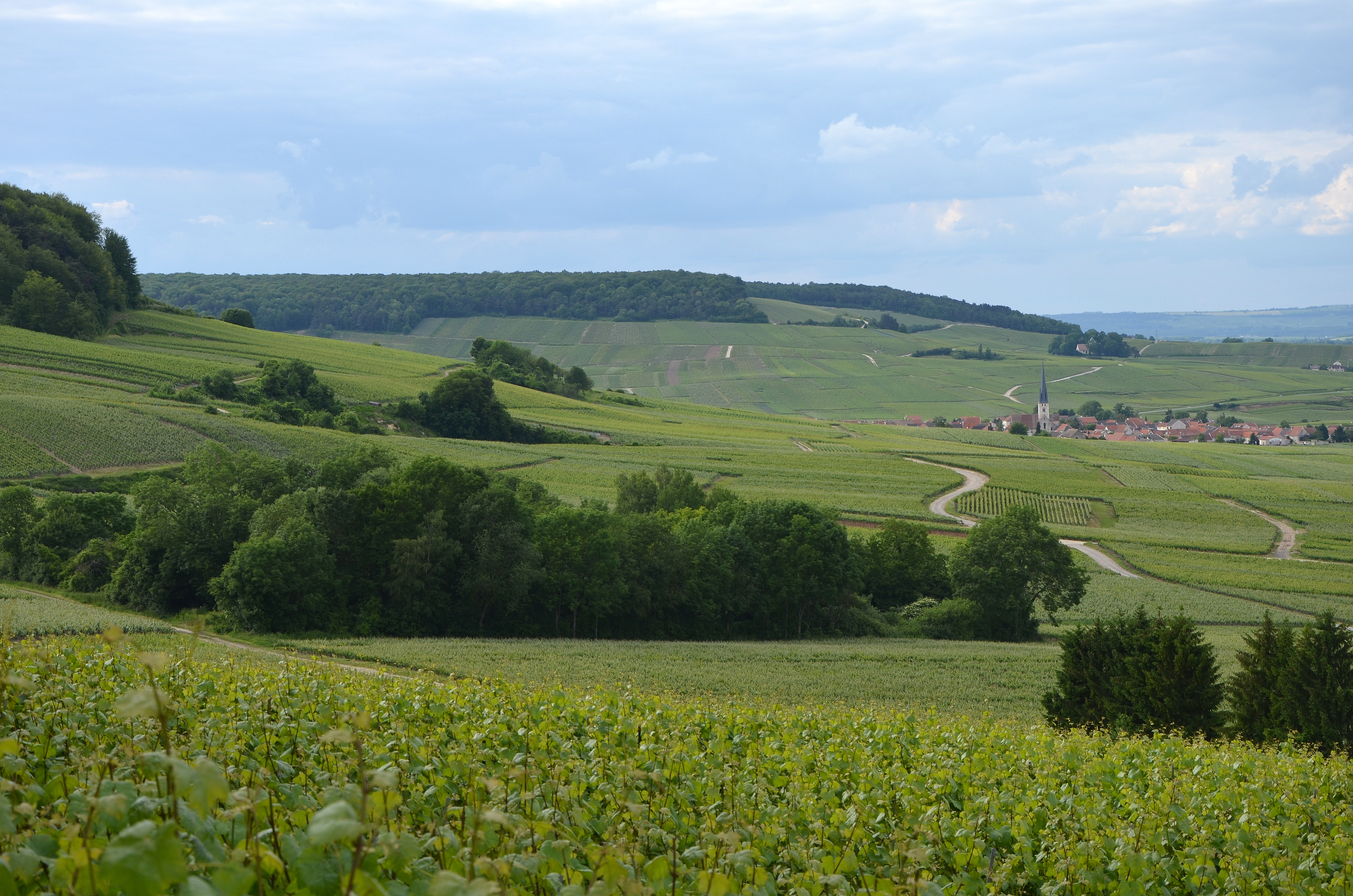
Le flanc nord de la montagne de Reims.

La montagne de Reims est un plateau boisé, situé entre Reims et Épernay et bordé au nord, au sud et à l'est par des coteaux de vignes. Une grande partie de ce territoire constitue le parc naturel régional de la Montagne de Reims notamment connu pour les faux de Verzy qui sont des hêtres tortillards, très nombreux (plus de 800) à cet endroit.
Le terme de « montagne » se justifie localement par la brutalité du changement d'altitude entre la plaine champenoise à 80 mètres d'altitude et la cuesta où poussent les vignes produisant le champagne, 200 mètres plus haut.
Le point culminant de la montagne de Reims est le mont Sinaï qui se trouve à 286 mètres d'altitude. Le climat est de type continental, similaire à la Lorraine, avec des hivers bien marqués.
On y trouve, entre autres, les villages viticoles de Ludes, Mailly-Champagne, Verzenay, Verzy, Ambonnay, Bouzy.

## Faune
Elle comporte de grands mammifères comme des sangliers, des cerfs dont une population a été réintroduite dans les années 1950 et des chevreuils. Les petits mammifères sont aussi bien représentés (fouines, martres, hermines, renards, blaireaux et chats sauvages). On peut également y croiser des ratons laveurs introduits par les soldats américains et canadiens pendant la Seconde Guerre mondiale.
On y trouve aussi plusieurs espèces de reptiles caractéristiques des forêts européennes comme le lézard des souches.
Les principaux amphibiens que l'on trouve dans la montagne de Reims sont :
- grenouilles (grenouille verte, grenouille rousse, grenouille agile) ;
- crapauds ;
- tritons (triton ponctué, triton palmé et triton alpestre).

La faune aviaire y est aussi très riche avec de nombreux rapaces comme la buse variable, la bondrée apivore et le faucon crécerelle.
Le massif abrite également 7 espèces de chauves-souris dont le grand murin qui est en danger d'extinction.

## Flore

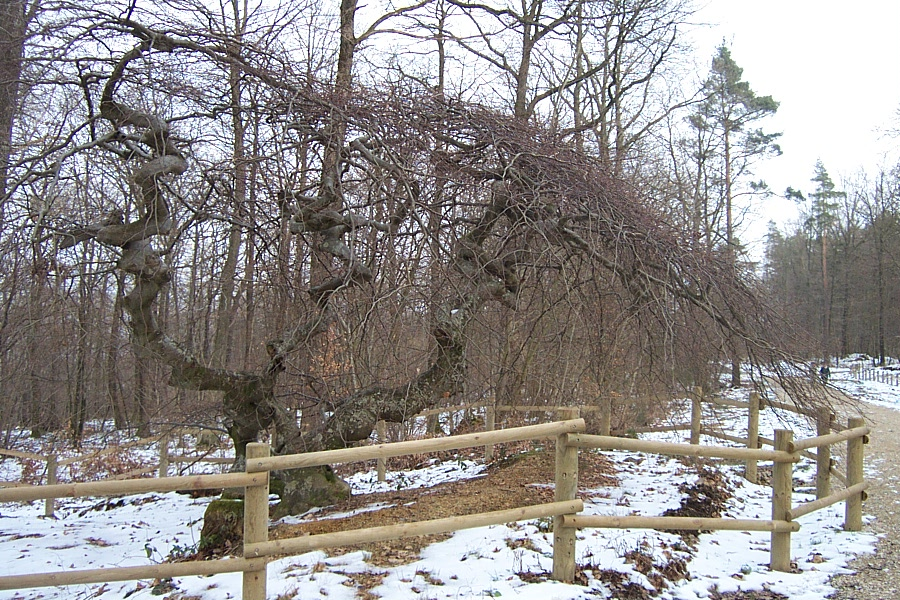
Fau de Verzy sur la montagne de Reims.

Le parc naturel abrite des spécimens caractéristiques de la flore continentale et de la flore atlantique.
Le massif est parcouru par des forêts caducifoliées, c’est-à-dire essentiellement composées de feuillus. Ils se développent sur un vaste plateau d’argile à meulière recouvert de limons.
La chênaie domine cet espace (60 % de chênes) mais on y trouve aussi un grand nombre de frênes (10 %), ainsi que des conifères (pin sylvestre et pin noir), des hêtres (hêtre tortillard) et des charmes. On y observe aussi des clairières composées de pelouse calcicole. La hêtraie-chênaie acidiphile de plateau est liée à la présence de sols limono-sableux.
La forêt de la montagne de Reims est parcourue par des taillis sous futaie et des futaies de dizaines de kilomètres, symbole de l'exploitation ancienne de la forêt. Ces méthodes y ont été appliquées pendant des siècles et dont l’objectif était alors de produire beaucoup de bois en très peu de temps.

## Quelques villages viticoles grands crus ou premiers crus (100% ou 90%)

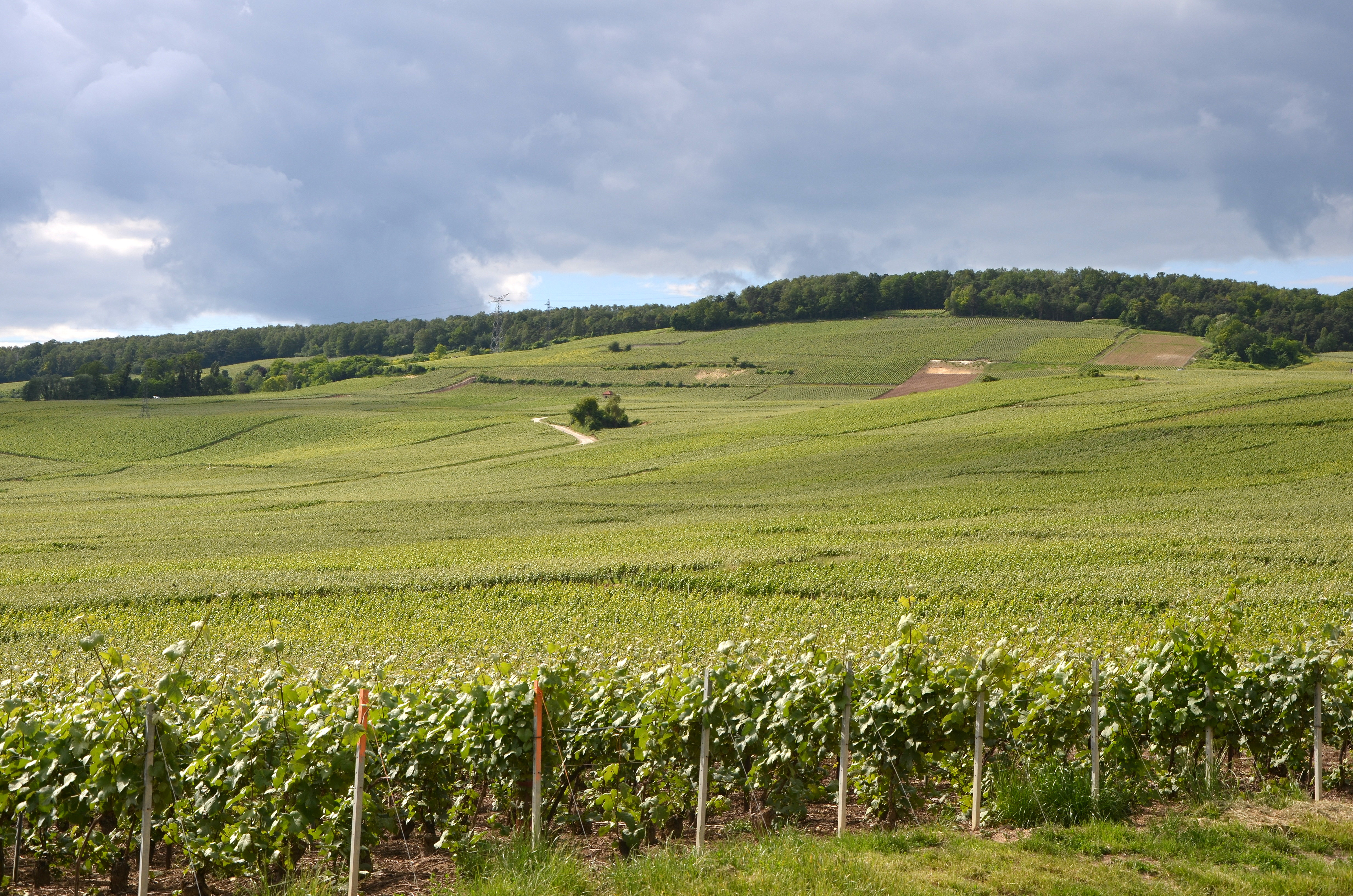
Vignobles au-dessus de Damery.

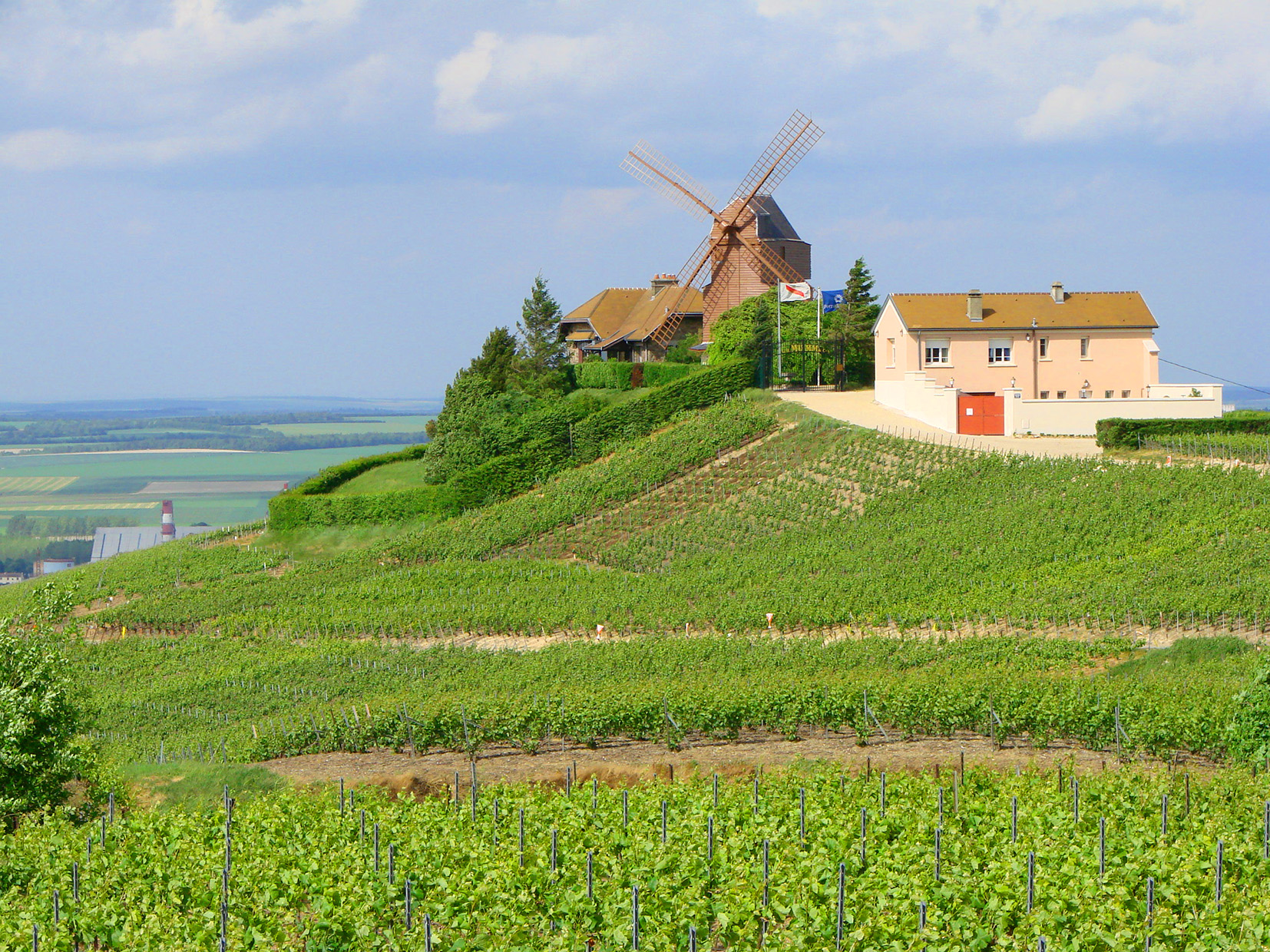
Moulin de Verzenay sur le versant septentrional de la montagne de Reims.

- Vrigny
- Coulommes-la-Montagne
- Pargny-les-Reims
- Jouy-les-Reims
- Villedommange
- Sacy
- Écueil
- Chamery
- Sermiers
- Villers-Allerand
- Rilly-la-Montagne
- Chigny-les-Roses
- Ludes
- Mailly-Champagne
- Verzenay
- Verzy
- Villers-Marmery
- Trépail
- Ambonnay
- Louvois
- Tauxières-Mutry
- Bouzy
- Avenay-Val-d'Or
- Mutigny
- Ay
- Dizy
- Cumières
- Hautvillers
- Champillon
- Vaudemange

## Situation administrative de la forêt de la montagne de Reims

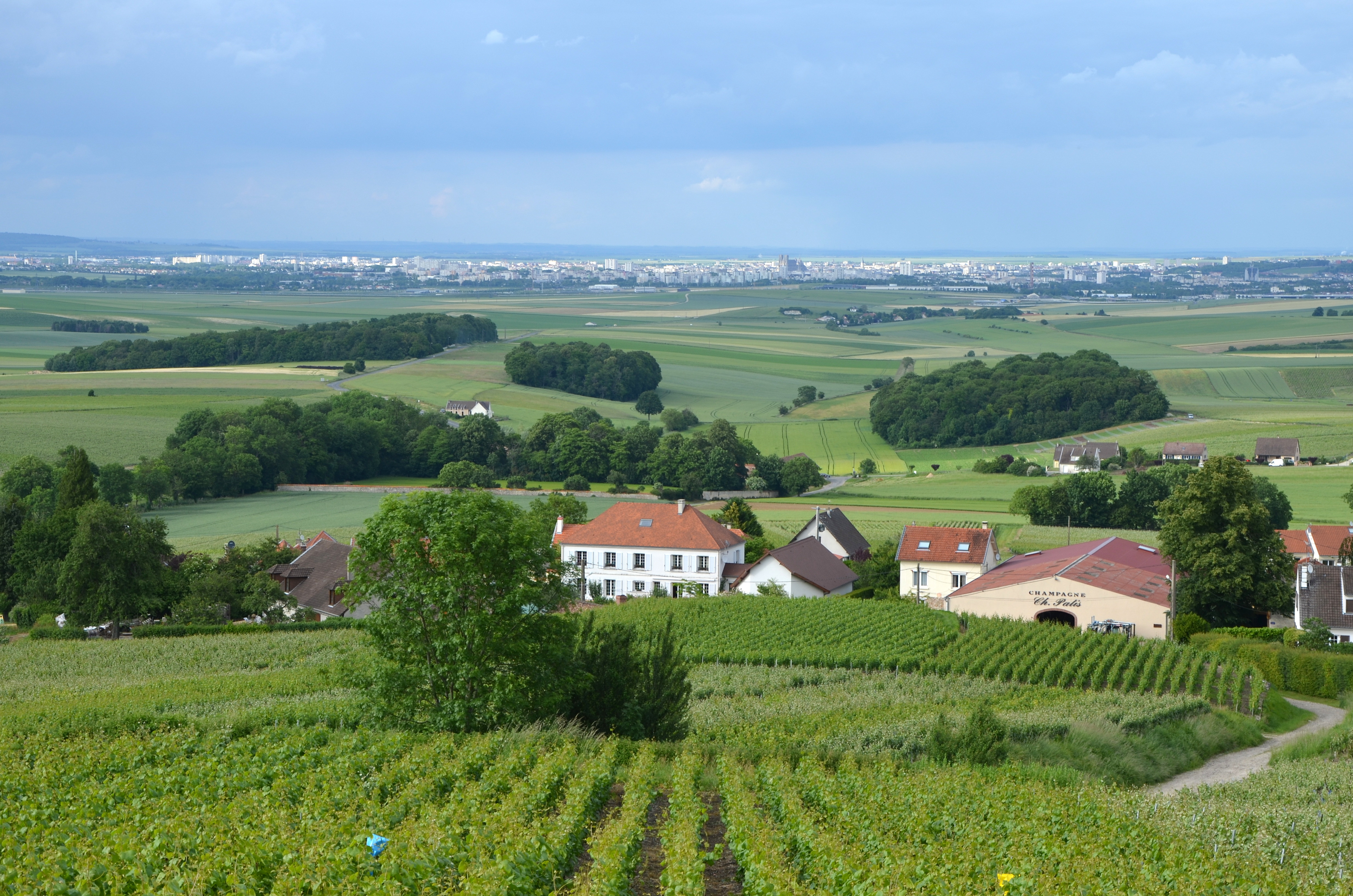
La montagne de Reims domine la ville éponyme.

Les 6 200 ha de forêts domaniales et des collectivités sont dotés d’un plan d’aménagement et sont gérés par l’Office national des forêts (ONF).
Les 13 800 ha de forêt privée sont, pour la plupart, dotés d’un plan simple de gestion qui assure la pérennité du massif.
Le parc s’est investi très tôt dans la sauvegarde et la valorisation du patrimoine forestier. En collaboration avec le Centre régional de la propriété forestière, il conduit des actions de formation et réalise des visites diagnostics avec les propriétaires pour que ceux-ci gèrent leurs propriétés dans le respect de l’environnement.
Aujourd’hui, plus de 3 500 ha de forêts du Parc sont éligibles au titre de la directive « Habitat » et pourraient intégrer le futur réseau Natura 2000. C’est le parc qui a la responsabilité de réaliser ces études.
Sur son versant sud, la montagne de Reims comporte un site sous la protection de Natura 2000 d’une superficie de 1 725 ha.
Elle comporte aussi plusieurs sites ZNIEFF (zone naturelle d'intérêt écologique, faunistique et floristique).

## Histoire
La montagne de Reims a de tout temps été couverte de forêt. Les communautés monastiques de Saint-Basle, de Hautvillers et d'Avenay ont pour beaucoup compté pour sa déforestation et sa mise en valeur pour l'agriculture. Elle appartenait aussi aux abbayes Saint-Rémi et Saint-Nicaise de Reims. Elle a jusqu'en 1938 été la source de charbon de bois ; la production reprenait après guerre, en l'industrialisant pour les besoins en gazogène[réf. souhaitée].

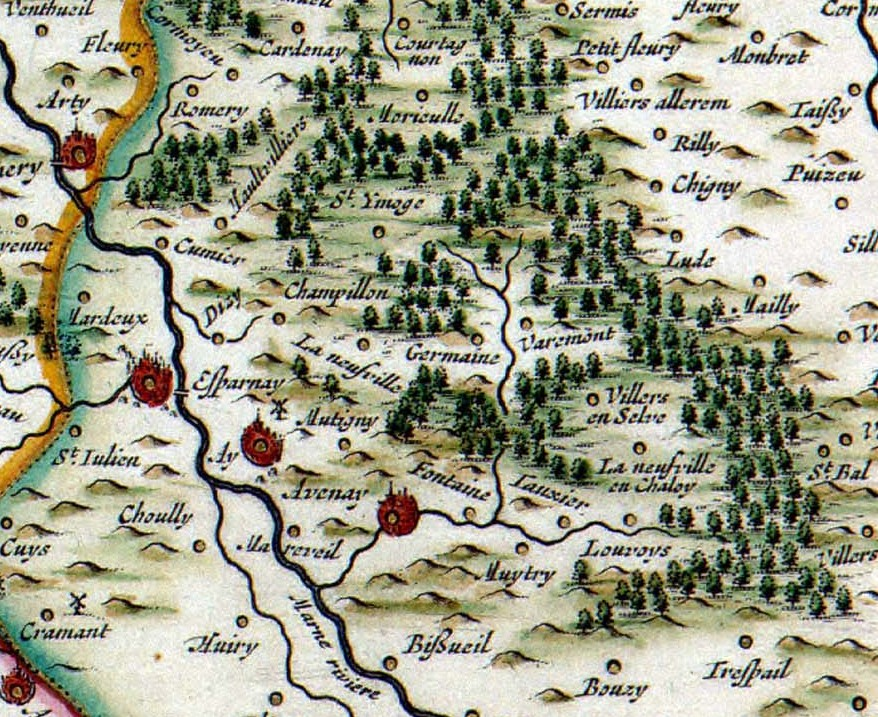
En 1635.
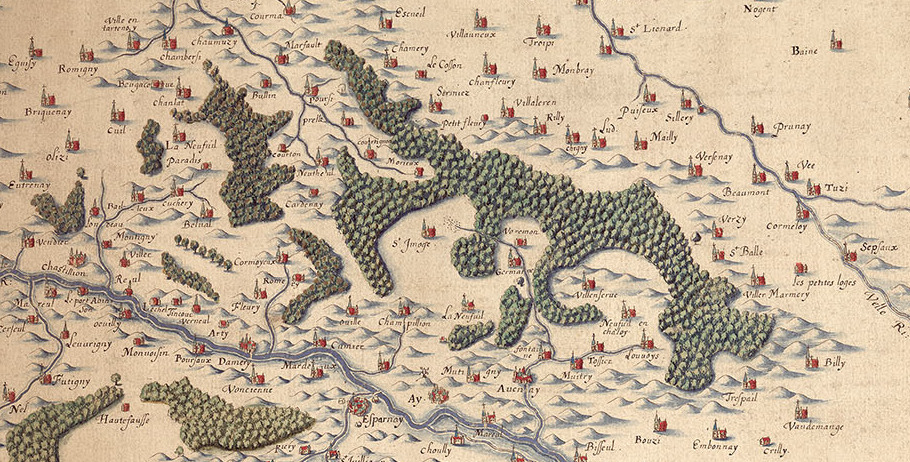
Au XIXe siècle.